# Анкилостомидозы
Анкилостомидозы — антропонозы, пероральные и перкутанные геогельминтозы. Заболевание, вызываемое паразитированием в кишечнике у человека круглых червей (гельминтов) — анкилостомид. Характеризуется хроническим течением, поражением тонкой кишки и развитием железодефицитной анемии. Объединяют два гельминтоза — анкилостомоз и некатороз, схожие по клиническим и эпидемиологическим признакам.

## Этиопатогенез
Возбудители анкилостомоза — анкилостома (Ancylostoma duodenale; Dubini, 1843 г.), некатороза — некатор (Necator americanus; Stiles, 1902, 1903 гг.). Анкилостомиды — мелкие гельминты бледно-розового цвета. Размеры самок анкилостомид достигает 10-18 мм, самцов — 8-11 мм.

## Эпидемиология
Источник инфекции — зараженный человек, выделяющий во внешнюю среду незрелые яйца, которые затем созревают.
Анкилостомидозы распространены в странах с тропическим и субтропическим климатом. В странах с умеренным климатом анкилостомидозы встречаются у лиц, работающих под землей, в условиях высокой температуры и влажности.
Основной путь передачи инфекции — перкутанный. При ходьбе босиком по зараженной личинками местности, они могут быстро входить в кожу стоп. Также, поднимаясь по растениям, личинка может проникнуть в кожу голени даже через носки. Попавшие с пищей в рот анкилостомиды внедряются в организм через слизистую оболочку (энтеральный механизм заражения).
По данным ВОЗ, около 25 % людей на земле заражены анкилостомидами.

## Клиническая картина
Заражении анкилостомозом человека обычно происходит через кожу на ногах (травяная часотка). Через несколько дней, в месте где произошло проникновение паразита, начинается зуд, отечность, которые проходят только через 2 недели. Из-за зуда обычно в на ногах, подошвенных частях стоп и на коже в междупальцевом пространстве появляются расчесы, асимметричная полиморфная макуло-сквамозная сыпь, возможно с эрозиями.На фоне передвижения личинок появляются признаки поражения бронхов и легких. На фоне общей аллергической реакции возникает кашель, появляется мокрота (может быть даже с кровью), в ряде случаев температура поднимается до 38—40 градусов. Постоянным симптомом является гиперэозинофилия до 60 % (ее наличие факультативно для постановки диагноза, так как болезнь может протекать без неё), появляется нарушение белкового обмена, нарушения обмена железа по типа железодифицитной анемии, иммунопатологические реакции, могут обостряться уже имеющиеся аллергические реакции и аутоиммунные заболевания, или проявиться заболевания, диагноз которых не стоял раньше, могут возникнуть вторичные экзантемы на фоне развития этих реакций, их локализация и элементы будут типичны для каждой реакции. Может появиться слабость, головокружения. Далее происходит миграция анкилостом в кишечник, что сопровождается развитием типичной для кишечных гельминтозов симптоматики, могут развиваться диарея, запоры, примесь может быть примесь крови в кале, также может быть рвота на фоне синдрома обтурационной кишечной непроходимости, могут появиться нелокализованные боли.
Клиническая картина при некаторозе схожа, но для неё не типично наличие лёгочной стадии, то есть миграция обычно идет из ПЖК на ногах сразу в кишечник, соответственно не типично и легочных синдромов.
Если интенсивность инвазии невелика, то миграция личинок может проходить без каких-либо симптомов. У женщин возникают нарушения менструального цикла, также нарушается детородная функция (вплоть до бесплодия). У мужчин может возникнуть импотенция.

## Диагностика
Диагноз устанавливается при обнаружении в свежем кале анкилостомид. Исследование фекалий проводится методом большого мазка, методом обогащения. Яйца анкилостом и некаторов неразличимы, поэтому ставится совместный диагноз- анкилостомидоз. Для уточнения диагноза в рекомендациях ВОЗ описан метод культивирования личинок в пробирке на фильтрованной бумаге.

## Лечение
При выраженной анемии применяются препараты железа, трансфузии эритроцитной массы.
Дегельминтизацию проводят нафтамоном (по 5 г. один раз в сутки; натощак), комбантрином (по 10 мг/кг в два приема после еды) или левамизолом (2,5 мг/кг один раз в сутки). Лечение продолжается 3 дня, эффективность около 80 %.
Альбендазол детям старше 2 лет и взрослым 400 мг однократно.
Мебендазол детям старше 2 лет и взрослым по 100 мг 2 раза в сутки 3 дня.
Карбендацим по 10 мг/кг в 3 приема после еды через 30 минут в течение 3 дней.